# Yamauchi Kazutoyo
Yamauchi Kazutoyo (山内一豊?), también conocido como Yamanouchi (1546 - 1 de noviembre de 1605), fue un samurái del período Sengoku a comienzos del periodo Edo de la historia de Japón.

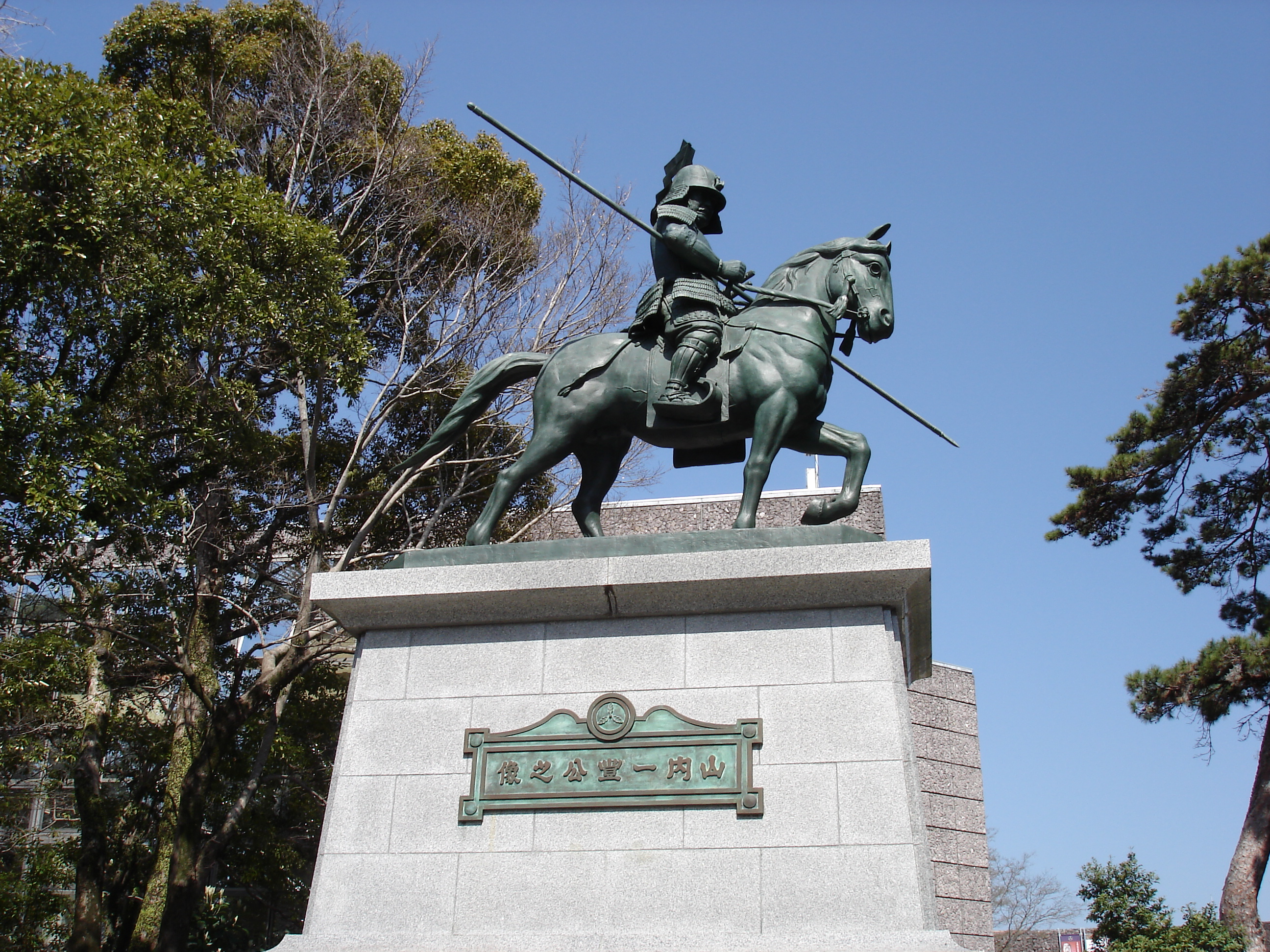
Estatua de bronce de Yamauchi en Kōchi.

Kazutoyo fue hijo de Yamanouchi Moritoyo, sirvió bajo las órdenes de Oda Nobunaga entre 1565 y 1582, año en que Nobunaga fue asesinado durante el «incidente de Honnōji». Estuvo presente durante la batalla de Anegawa y la batalla de Nagashino, para después convertirse en vasallo de Toyotomi Hideyoshi, por lo que fue recompensado con un feudo de 50.000 koku en el dominio de Kakegawa. Durante la batalla de Sekigahara del año 1600 participó en el bando de Tokugawa Ieyasu, en donde participó en el asedio del Castillo Gifu. Como resultado le fue concedido el dominio de Tosa, donde construyó el Castillo Kōchi. 
Falleció a comienzos del periodo Edo, en el año de 1605.